# Corps expéditionnaire portugais
Pour les articles homonymes, voir Corps expéditionnaire et CEP.

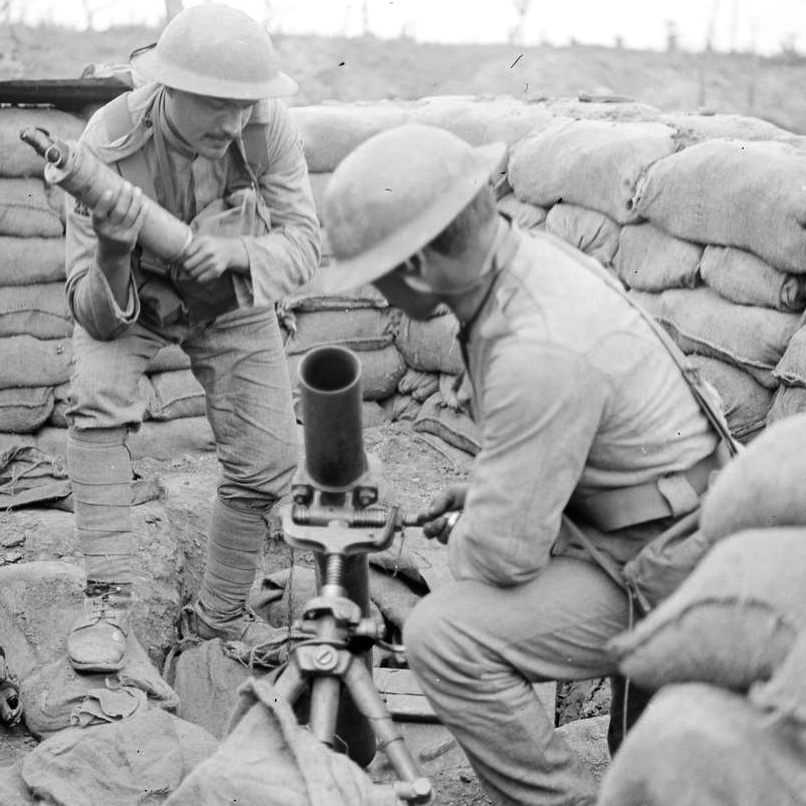
Militaires du corps expéditionnaire portugais rechargeant un mortier Stokes de tranchée de 75 mm.

Le Corps expéditionnaire portugais (CEP) a été la principale force militaire que le Portugal a envoyée en France pendant la Première Guerre mondiale avec un effectif d'une division d'infanterie renforcée. Par une participation active à l’effort de guerre contre l'Empire allemand qui menaçait d’envahir ses colonies, le Portugal réussit à conserver l’appui de ses alliés et à éviter la perte de ces territoires.
Le Portugal a également envoyé en France une autre unité, plus petite et moins connue : le Corps d'artillerie lourde portugaise (CALP).
Connu comme Corpo de Artilharia Pesada Independente (CAPI) en portugais, le CALP a été formé pour répondre à une demande d'aide française, restant ainsi sous le commandement de l'armée française. Le CALP se composait d'un millier d'hommes et de 25 batteries d'artillerie lourde sur voie ferrée de calibre 190, 240 et 320 mm.

## Chronologie
- Juillet 1916 : le corps expéditionnaire portugais est composé de 30 000 hommes dans le camp de Tanco à Vila Nova da Barquinha. Il se trouve sous le commandement du général Tamagnini.
- Décembre 1916 : le major Roberto da Cunha Baptista, chef d’état-major du CEP, se rend en France pour préparer la réception des troupes portugaises.
- La 1re brigade sous le commandement du colonel Manuel de Oliveira Gomes da Costa arrive à Brest où elle débarque le 2 février 1917[1].
- Le premier bataillon portugais arrive dans les Flandres le 7 février 1917.
- Les troupes arrivent dans les tranchées le 4 avril 1917. Décès du premier soldat portugais (António Gonçalves Curado)[2],[3],[4],[5].
- En octobre 1917, l'effectif maximum est atteint avec 56 000 hommes[6].
- Le coup d'État du 8 décembre 1917, amenant au pouvoir Sidónio Pais, un germanophile hostile à  la participation du Portugal à la Grande Guerre, et le manque de renfort (qui en découle) minent le moral du CEP.
- Quand la bataille de la Lys éclate le 9 avril 1918, les deux divisions du CEP, incomplètes et mal encadrées, et mal équipées, doivent affronter sur leur secteur près de dix divisions allemandes en trois lignes successives.  Malgré quelques points de résistance,  les soldats portugais sont finalement balayés par l’offensive allemande surtout par manque de munitions. Le 13 avril 1918, les unités portugaises , décimées et démoralisées, sont envoyées en soutien de la 14e et de la 16e divisions britanniques entre Lillers et Steenbecque.   Elles sont alors regroupées en une seule division et participent à  l’offensive alliée de l'été 1918.
- Le 11 novembre 1918, les Portugais ont atteint l’Escaut  et sont entrés en Belgique.

## Organisation

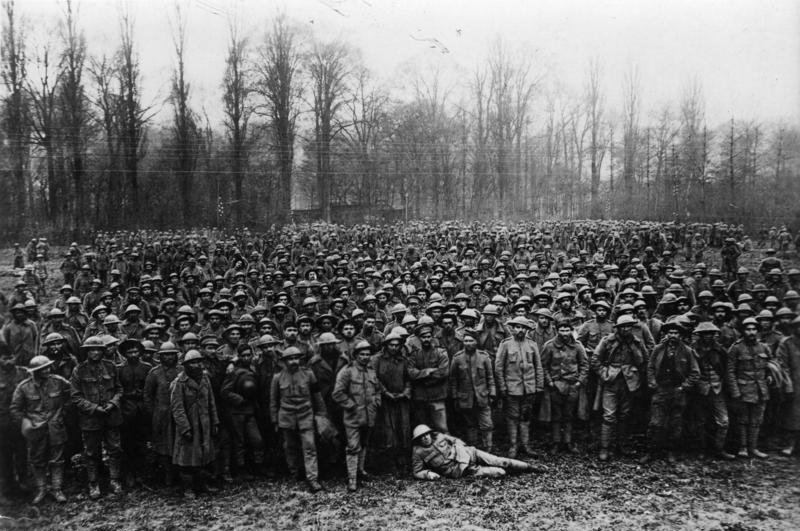
Prisonniers portugais après la bataille de la Lys.

Le Corps expéditionnaire portugais a été initialement organisé comme une division renforcée selon le modèle organisationnel portugais, avec trois brigades composées de deux régiments d'infanterie. Chaque régiment comprenait trois bataillons.
Cependant, étant donné que le CEP sera intégré dans la 1re armée britannique dont les divisions avaient des effectifs plus faibles que la division portugaise, le CEP fut transformé en deux divisions comptant un total de 24 bataillons au lieu de 18 organisés en 6 brigades (généralement 3 par division), le niveau régimentaire étant dissous.
Il est à l'origine rattaché au 11e corps d'armée de la 1re armée britannique du général Horne.

## Les généraux
- Tamagnini de Abreu : il est nommé Commandant du Corps Expéditionnaire le 18 janvier 1917.
- Garcia Rosado : il remplace le général Tamagnini en août 1918.
- Simas Machado : il commande la 2e division jusqu'au 6 avril 1918.
- Gomes da Costa : après avoir commandé la 1re division du Corps Expéditionnaire, il remplace le général Simas Machado à la tête de la 2e division.
- José Augusto Alves Roçadas commandant de la 2e division.

## Batailles
- Bataille de la Lys, en 1918

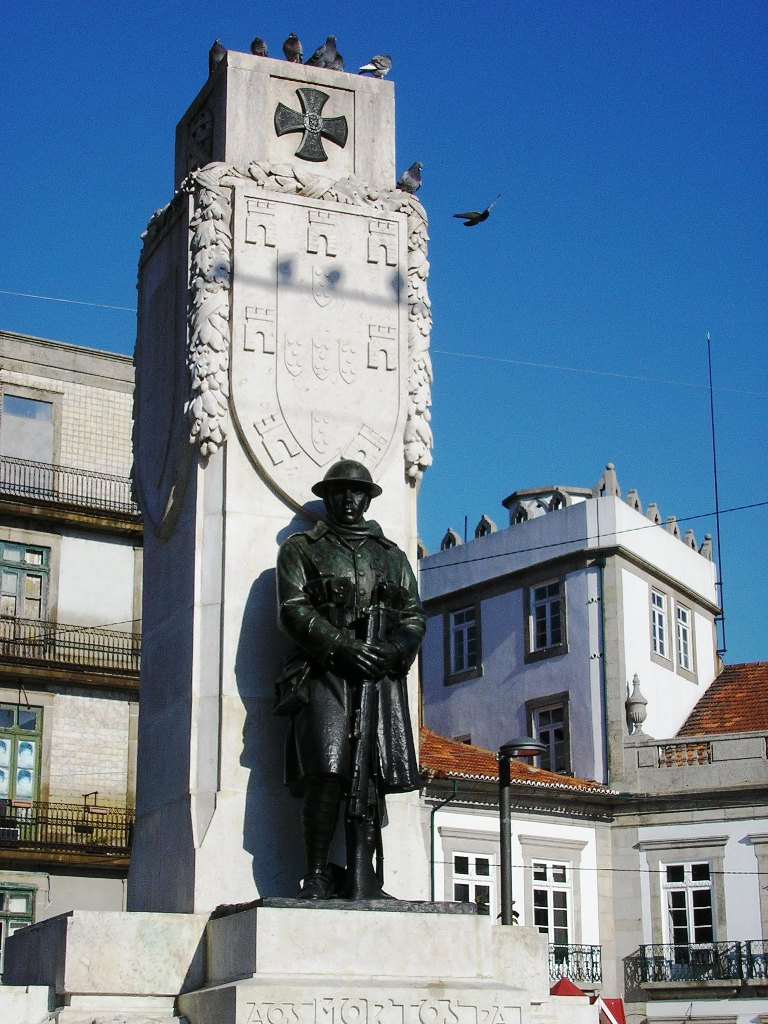
Monuments aux morts des soldats de la Grande Guerre, à Porto.

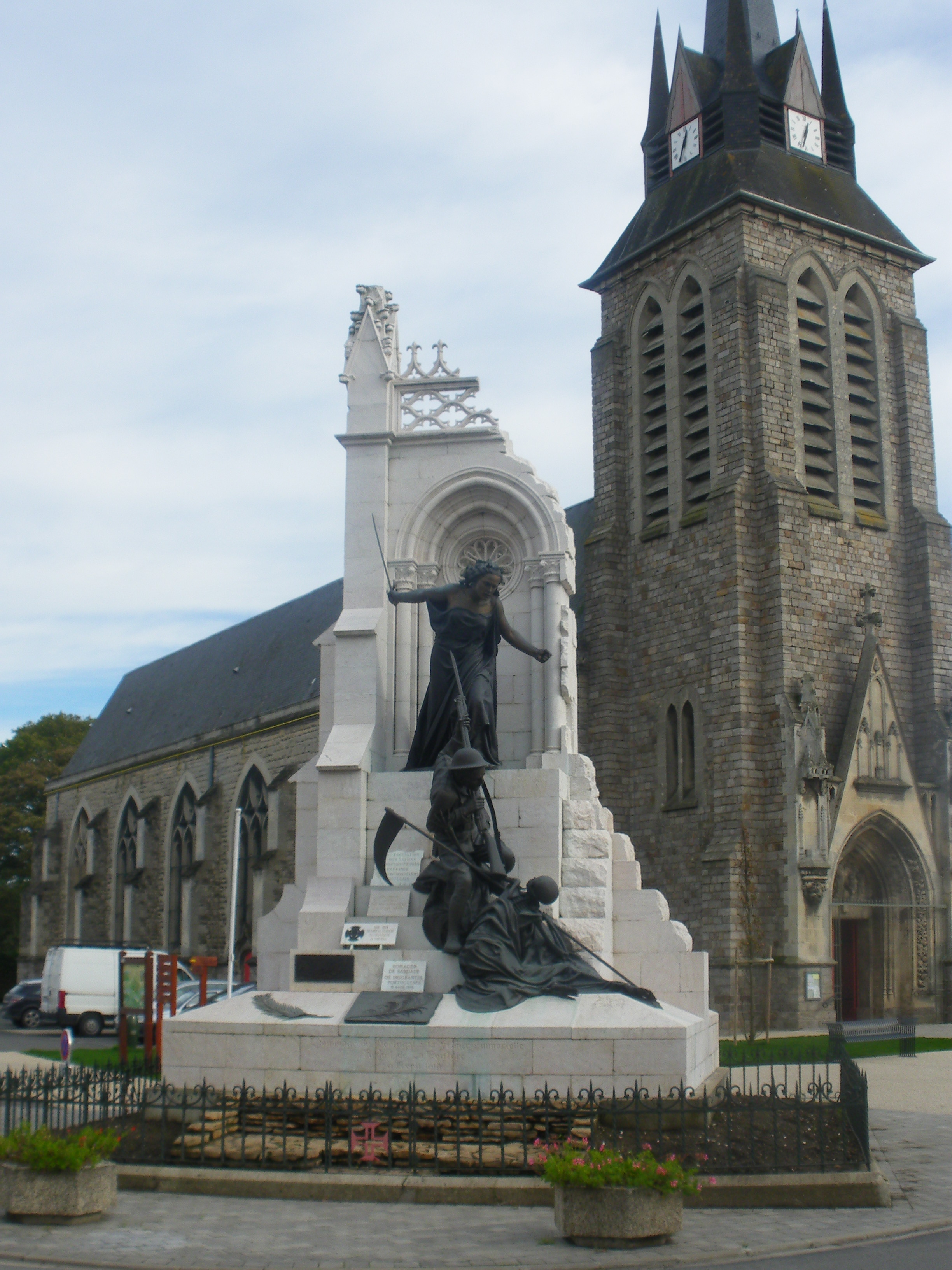
Monuments aux morts en hommage aux combattants portugais, à La Couture.

Après cette bataille, le CEP cesse de constituer un corps autonome (à la suite des lourdes pertes) et est placé sous commandement britannique.
Sur près 56 500 hommes mobilisés, le Portugal doit déplorer en 1918 environ 2 100 morts, 5 200 blessés et 7 000 prisonniers.

## Personnalités ayant servi au sein du corps expéditionnaire
- Aníbal Milhais
- Artur Carlos de Barros Basto
- Augusto Casimiro dos Santos (pt)
- Casimiro Rodrigues de Sá (pt)
- Jaime Cortesão

## Sources et Bibliographie
- (pt) Antonio Simoes Rodrigues, Historia de Portugal, 3e édition, Lisbonne, 2000
- (pt) Manuel Brito Camacho, Portugal na Grande Guerra, Lisbonne, 1936
- (pt) Luis Augusto Ferreira Martins, Portugal na Grande Guerre, édition Atica, 1934.
- Albert Pingaud, L’intervention portugaise dans la guerre mondiale, Paris, 1935
- Nuno Severiano Teixeira, L'entrée Du Portugal Dans La Grande Guerre, 1998, Economica,
- (en) Reports and proposals concerning organisation and re-distribution of Portuguese Expeditonary Force in France, WO 32/5661, The National Archives of United Kingdom
- (en) Portuguese Expeditonary Force, WO 95/5488, The National Archives of United Kingdom
- Marie-Claude Munoz, Le corps expéditionnaire portugais, 1916-1918 dans Hommes et Migrations, no 1148, novembre 1991, p. 15-18.
- (pt) Augusto Casimiro, Nas trincheiras da Flandres, Renascença Portuguesa, Porto, 1918
- (pt) Augusto Casimiro, Calvário da Flandres, 1918
- (pt) O Mutilado, Lisbonne, 1920
- (pt) O Mutilado da guerra, Porto, 1925
- (pt) Jaime Cortesão, Memorias da Grande Guerra, 1919
- (pt) Exército português em França, 1918, Brochure du ministère portugais de la Défense
- (pt) Isabel Pestana Marques, Os Portugueses nas trincheiras. Um quotidiano de guerra. Comissão portuguesa de historia militar, 2002.
- Bibliographie proposée par le CollEx études ibériques